# Enfermedad de Sandhoff
La enfermedad de Sandhoff o enfermedad de Sandhoff-Jatzkewitz es una enfermedad genética de almacenamiento lisosómico, autosómica recesiva heterógenea que afecta el sistema nervioso, cuya causa es la deficiencia en las enzimas β hexosaminidasa A y β hexosaminidasa B de los lisosomas teniendo como resultado la acumulación de esfingolípidos (gangliósidoGM2 y globósido) en el cerebro y otros órganos del cuerpo.
Muestra la sintomatología neurológica de la Enfermedad de Tay-Sachs (retraso mental, ceguera, muerte prematura), por lo que es casi imposible diferenciar ambas enfermedades. Actualmente no existe un tratamiento para evitar el progreso de la enfermedad. Los bebés afectados con esta enfermedad suelen fallecer a temprana edad.

## Epidemiología
La prevalencia de la enfermedad es de 1/380.000 nacidos vivos.